# Zevgolatió (Arcadie)
Zevgolatió (grec moderne : Ζευγολατειό) est une localité située dans le dème de Tripoli, dans le district régional d'Arcadie, dans la périphérie du Péloponnèse, en Grèce.
Selon le recensement de 2021, elle compte 256 habitants.